# 宋長志
宋長志（1916年6月10日—2002年8月21日），中華民國海軍一級上將、外交官，遼寧省遼中縣人，生於奉天省，籍貫山東省，英國皇家海軍大學畢業，是總統蔣經國任內的第一任參謀總長，期間歷經1979年中美斷交，曾任海軍大陳特種任務艦隊長、總統府副侍衛長、總統府侍從高參、海軍士校校長、海軍官校校長、海軍總司令、參謀總長、國防部長、駐巴拿馬共和國大使、行政院政務委員、總統府戰略顧問、中華軍史學會理事長、中華戰略學會理事長。

## 生平

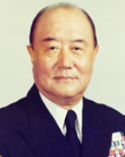
宋長志軍裝照

生於遼寧，1941年畢業於青島海軍學校，曾親身參加武漢會戰。之後任航海員、隊長、教官、科長、主任等職。1944年，赴英國皇家海軍大學深造。1946年，返國參加國共內戰。
1949年，宋長志任逸仙軍艦艦長，兼第一江防區指揮官，駐守江陰。同年因江陰要塞守軍投共，當時第二艦隊在江陰水域除了「逸仙」以外還有「信陽」（艦長白樹綿），由於正在要塞砲的射界之下，只好佯裝願與對方談和，直到22日傍晚，兩艦趁隙偷偷起錨，在長江兩邊砲火攻擊下，加速衝向下游，順利脫險。
1954年宋長志升任海軍登陸艦隊司令兼大陳特種任務艦隊指揮官。大陳島失守後，宋長志在台灣任海軍軍官學校校長六年後，調任海軍第一軍區司令。後宋長志任海軍總司令部參謀長，在參謀長任內接觸了蔣經國。後宋長志歷任海軍總司令，參謀總長，與國防部長並獲頒青天白日勳章。
1986年自軍職卸任後，宋長志，調任駐巴拿馬大使與總統府戰略顧問，此職務一直留任至2002年病逝台北為止。